# Issé
Issé település Franciaországban, Loire-Atlantique megyében. Lakosainak száma 1825 fő (2022. január 1.). Issé Abbaretz, Louisfert, La Meilleraye-de-Bretagne, Moisdon-la-Rivière, Saint-Vincent-des-Landes és Treffieux községekkel határos.

## Népesség
A település népességének változása:
| Lakosok száma | 1898 | 1896 | 1821 | 1809 | 1855 | 1872 | 1833 | 1807 | 1804 | 1825 |
|               | 1968 | 1982 | 1990 | 2006 | 2013 | 2015 | 2017 | 2019 | 2020 | 2022 |